# Michel Couvreur
Pour les articles homonymes, voir Couvreur (patronyme).
Michel Couvreur (né à Uccle le 25 février 1928 et mort à Bouze-lès-Beaune le 17 août 2013) est un embouteilleur indépendant belge de whisky dont les caves de vieillissement se trouvent à Bouze-lès-Beaune, en Bourgogne.

## Historique
À l'origine producteur-négociant de vin de Bourgogne de 1951 à 1978, Michel Couvreur acquiert les caves du Molet à Bouze-lès-Beaune en 1956, puis s'établit en Écosse en 1964, quelques années après avoir transféré le siège de sa société en Angleterre. Il étudie les procédés de fabrication de whisky et en 1971 ferme les bureaux de Londres et se concentre désormais sur la vente de vins sur le marché canadien.
En 1978, il enregistre sa société comme distillerie de whisky en Écosse et commence la distillation en 1986 à Edradour. La société Michel Couvreur est incorporée en 1990 à Old Meldrum, dans l'Aberdeenshire.
Il s'est spécialisé dans les whiskies insolites produits selon des méthodes artisanales, comme le Bere Barley, un whisky tenant son nom d'une variété d'orge à faible rendement cultivé aux Orcades. Contrairement à nombre d'embouteilleurs indépendants, Michel Couvreur ne précise jamais sur les étiquettes de ses bouteilles la distillerie où chaque whisky est produit. Ceux qui sont réduits le sont avec de l'eau de source ou de lac d'Écosse importée en citernes.
Cet embouteilleur considère que « 90 % de la qualité d'un whisky provient du fût, et seulement 10 % du procédé de distillation », et voit l'utilisation de fûts de bourbon, popularisée depuis les années 70 à la place de fûts de xérès, plus rares et plus coûteux, comme une « grande tragédie ».
Il est décédé le 17 août 2013 à l'âge de 85 ans.

## Whiskies
Michel Couvreur commercialise sous son nom plusieurs types de whiskies, pour la plupart des single malts et des assemblages (blends) de whiskies écossais, vieillis dans des fûts de xérès dans ses caves bourguignonnes.
Son whisky vedette, vieilli 12 ans, est un assemblage de 54 malts écossais différents, ambré et tourbeux.
- Intravagan'za (vieilli 3 ans en fûts de xérès moscatel et oloroso et non réduit, 50%)
- Malt Scotch Whisky (vieilli 12 ans, 43 %)
- Malt Scotch Whisky (vieilli 12 ans et non réduit, 56 %)
- Grain Whisky (whisky de grain vieilli 4 ans, 44 %)
- Pale Single Single Malt Whisky (vieilli au moins 10 ans, 45 %)
- Sherried Single Malt's (whisky single malt vieilli au moins 14 ans, 47 %)
- Special Vatting (vatted malt, obtenu par l'assemblage de trois single malts vieillis respectivement 12, 13 et 20 ans et obtenus par une distillation charentaise)
- Couvreur's Clearach (assemblage de purs malts vieillis en fûts de xérès, 43 %)
- Bere Barley (vieilli 16 ans en fûts de xérès, 45 %)
- Bere Barley (vieilli 16 ans en fûts de xérès et non réduit, 51,3 %)
- For Ever Young Pristine (vieilli 35 ans en fûts de xérès et non réduit, 53 %)
- The Transition (vieilli 22 ans en fûts de xérès puis de bourbon, 45 %)
- Very Sherried (vieilli 23 ans en fûts de xérès, 45 %)
- Vin jaune Clerach (alcool de malt vieilli dans un fût de vin jaune du Jura, 43 %)